# Liegi-Bastogne-Liegi 1991
La Liegi-Bastogne-Liegi 1991, settantasettesima edizione della corsa, valida come quarta prova della Coppa del mondo di ciclismo su strada 1991, fu disputata il 21 aprile 1991 per un percorso di 267 km. Fu vinta dall'italiano Moreno Argentin, al traguardo in 7h15'00" alla media di 36,828 km/h.
Dei 196 ciclisti alla partenza furono in 115 a portare a termine la gara.

## Ordine d'arrivo (Top 10)
| Pos. | Corridore           | Squadra      | Tempo    |
| ---- | ------------------- | ------------ | -------- |
| 1    | Moreno Argentin     | Ariostea     | 7h15'00" |
| 2    | Claude Criquielion  | Lotto        | s.t.     |
| 3    | Rolf Sørensen       | Ariostea     | s.t.     |
| 4    | Miguel Indurain     | Banesto      | s.t.     |
| 5    | Eric Van Lancker    | Panasonic    | a 10"    |
| 6    | Raúl Alcalá         | PDM          | s.t.     |
| 7    | Marino Lejarreta    | ONCE         | s.t.     |
| 8    | Stephen Roche       | Tonton Tapis | s.t.     |
| 9    | Edwig Van Hooydonck | Buckler      | a 2'30"  |
| 10   | Dirk De Wolf        | Tonton Tapis | a 2'36"  |